# Landweer Allardsoog

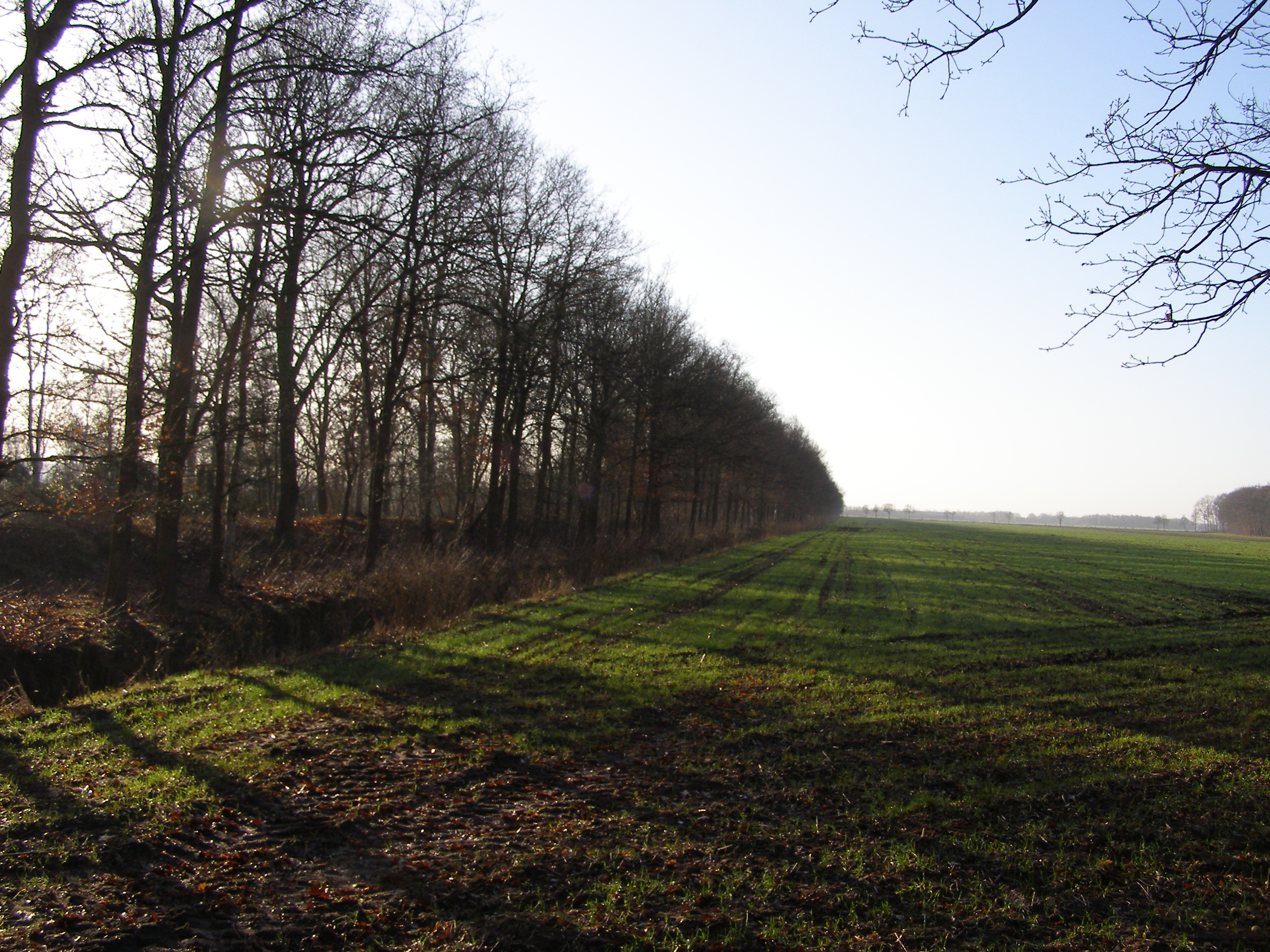
Landweer bij Allardsoog

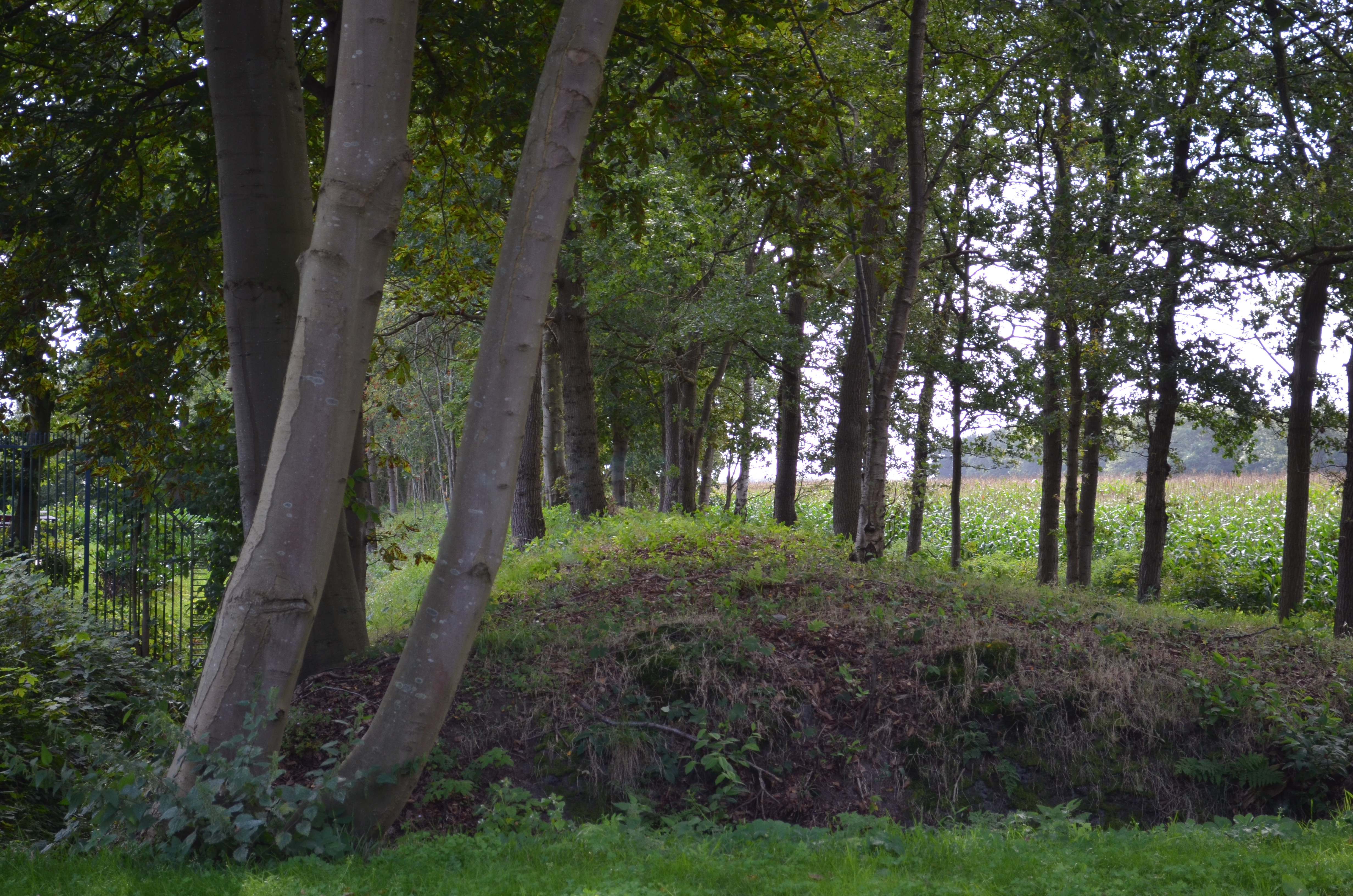
Doorsnede

De landweer bij Allardsoog is een landweer of landgraaf vlak bij Allardsoog en ligt even onder Bakkeveen. Het is een zeer oude grenswal stammende uit de middeleeuwen op de grens van de provincies Friesland, Groningen en Drenthe. 
De landweer had als doel om een ondoordringbaar verdedigingswerk te vormen dat begroeid was met kreupelhout. Aan de oostzijde lag er een brede gracht. De grenswal is ongeveer een kilometer lang en is strategisch gelegen op een zandrug tussen de veengebieden. Ze diende om rondtrekkende en plunderende bendes tegen te houden die vanuit Drenthe richting Friesland kwamen.
It Fryske Gea verkreeg in 1930 als eerste bezitting deze landweer. De landweer is een rijksmonument.